# ルドヴィク・アジョルク
ルドヴィク・アジョルク（Ludovic Ajorque、1994年2月25日 - ）は、レユニオン・サン＝ドニ出身のサッカー選手。スタッド・ブレスト所属。ポジションはFW。

## クラブ経歴
2012年にフランス本土のアンジェSCOに加入し、2014年8月12日、クープ・ドゥ・ラ・リーグのニーム・オリンピック戦でプロデビューを飾ったが、トップチームでの出場機会はこの1試合のみだった。
2016年7月26日、リーグ・ドゥに所属していたクレルモン・フットに移籍し、3年契約を結んだ。同年8月26日のACアジャクシオとのリーグ戦でプロ初ゴールを含む1ゴール1アシストの活躍でチームを2-1での勝利に導いた。
2017-18シーズン、クレルモンでリーグ戦37試合14得点という結果を残し、シーズン終了後の2018年6月5日に4年契約でRCストラスブールへ移籍した。2020-21シーズンにはリーグ・アンで16ゴールを記録し、得点ランキング4位に輝いた。
2023年1月24日、ブンデスリーガの1.FSVマインツ05に3年半契約で移籍した。

## タイトル

### クラブ
RCストラスブール
- クープ・ドゥ・ラ・リーグ : 1回 (2018-19)